# 思前井
思前井，位于中国广东省茂名市高州城区东门荖园路，为高州市的一个市级文物保护单位，类型为古建筑，公布时间为1994年11月15日。
思前井的历史年代为西晋。